# منطقه تفریحی جنگل هویسون
منطقه تفریحی جنگل هویسون (به لاتین: Huisun Forest Recreation Area) یک جنگل در تایوان است که در Ren'ai Township واقع شده‌است.